# Połonka (obwód grodzieński)
Połonka (biał. Палонка) – wieś na Białorusi w obwodzie grodzieńskim w rejonie świsłockim, położona ok. 6 km na wschód od Świsłoczy.

## Historia
Wieś szlachecka położona była w końcu XVIII wieku w powiecie wołkowyskim województwa nowogródzkiego.
Podczas okupacji hitlerowskiej, jesienią 1941 roku Niemcy utworzyli getto dla żydowskich mieszkańców. Przebywało w nim około 300 osób. 12 sierpnia 1942 roku Niemcy zlikwidowali getto, a Żydów zamordowano. Sprawcami zbrodni byli niemieccy żandarmi z Baranowicz. 